# Vitali Kouznetsov
Pour les articles homonymes, voir Kouznetsov.
Vitali Iakovlevitch Kouznetsov (russe : Виталий Яковлевич Кузнецов), né le 16 février 1941 à Novo-Mazino et mort le 12 octobre 2011 à Moscou, est un judoka soviétique. Il est notamment vice-champion olympique en 1972.

## Palmarès international
| Année | Compétition           | Lieu         | Résultat | Catégorie         |
| ----- | --------------------- | ------------ | -------- | ----------------- |
| 1969  | Championnats d'Europe | Ostende      | 3e       | Plus de 93 kg     |
| 1971  | Championnats d'Europe | Göteborg     | 1er      | Toutes catégories |
| 1971  | Championnats du monde | Ludwigshafen | 2e       | Toutes catégories |
| 1972  | Championnats d'Europe | Voorburg     | 3e       | Plus de 93 kg     |
| 1972  | Jeux olympiques       | Munich       | 2e       | Toutes catégories |
| 1979  | Championnats d'Europe | Bruxelles    | 2e       | Plus de 95 kg     |
| 1979  | Championnats du monde | Paris        | 2e       | Toutes catégories |